# Conrad von Borsig
Conrad von Borsig (bis 1909 Conrad Borsig; * 23. April 1873 in Berlin; † 13. Februar 1945 in Prillwitz, Provinz Pommern) war Mitbesitzer der Borsig-Werke und Dendrologe.

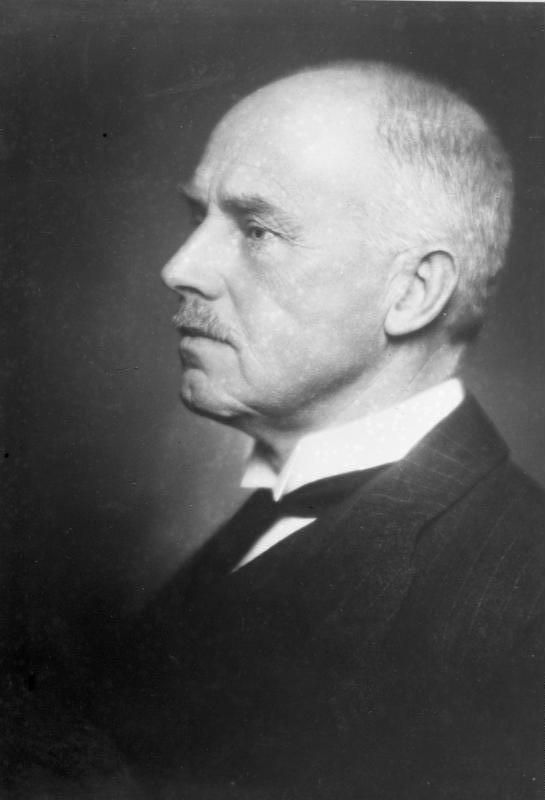
Conrad von Borsig

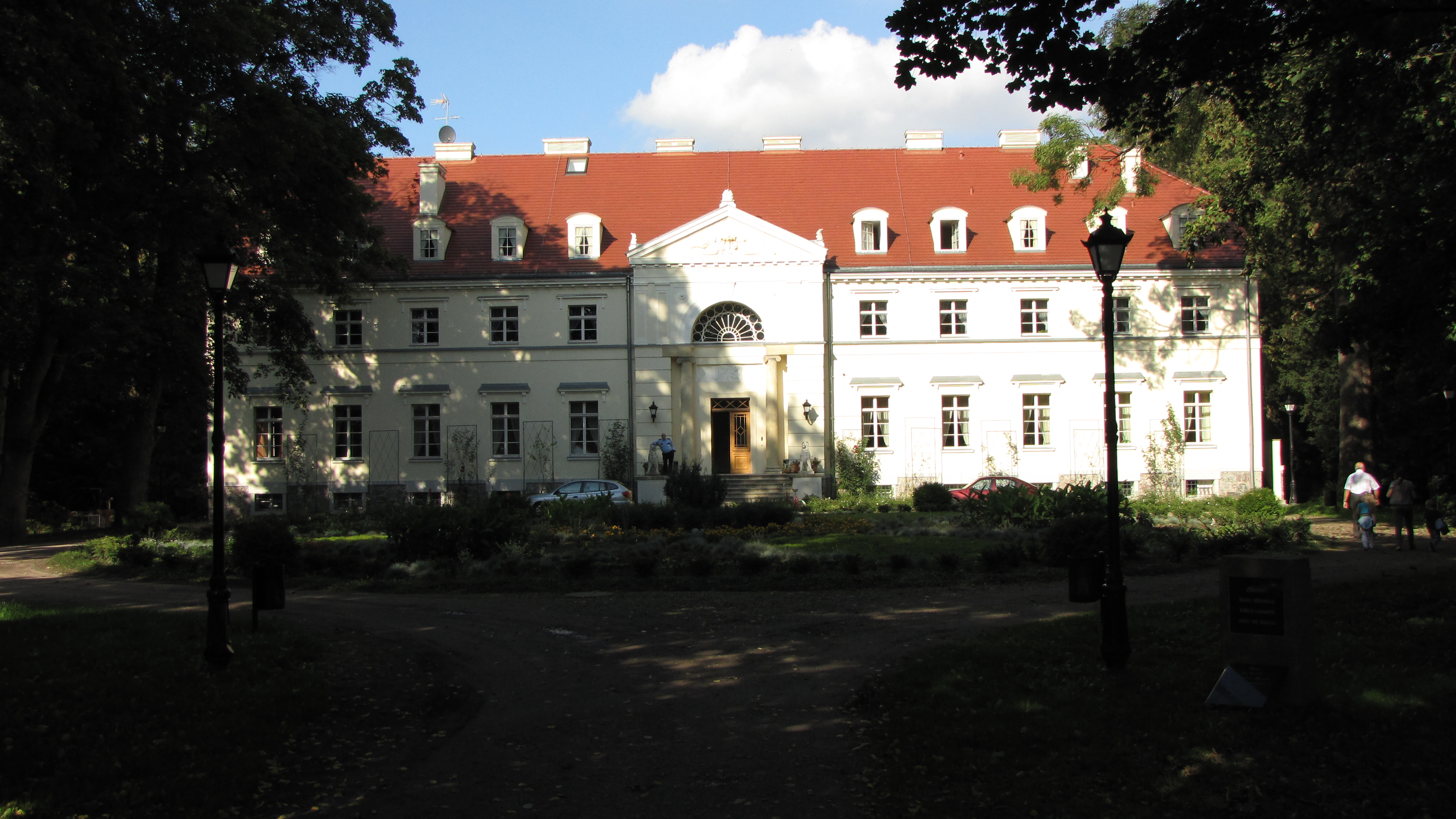
Gutshaus Prillwitz

## Leben
Er war Sohn von Albert Borsig und Enkel von August Borsig. Seine Brüder waren Ernst und Arnold. Borsig besuchte das Luisengymnasium in Berlin-Moabit. Anschließend machte er eine kaufmännische Ausbildung. Diese umfasste sowohl das Bank- wie auch das Exportgeschäft. Stationen waren Bremen, London und Moskau. Mit Erreichen der Volljährigkeit wurde er 1894 wie seine Brüder Miteigentümer und kaufmännischer Leiter der Borsig-Werke. Daneben war Borsig Mitglied zahlreicher Aufsichtsräte. Er war außerdem Vorsitzender des Arbeitgeberverbandes der Deutschen Berufsgenossenschaften sowie des Deutsch-Argentinischen Zentralverbandes. Außerdem gehörte er dem Zentralausschuss der Reichsbank an. Am 27. Januar 1909 wurden er und sein Bruder Ernst in den preußischen erblichen Adelsstand erhoben. Wie Ernst gehörte er dem Verein Deutscher Ingenieure (VDI) und dem Berliner Bezirksverein des VDI an.
Im Jahr 1931 mussten die Borsig-Werke Insolvenz anmelden und gingen in den Besitz der Rheinischen Metallwaren- und Maschinenfabrik über. Im März 1933 wurde als neue Gesellschaft die Rheinmetall-Borsig gegründet. Conrad von Borsig wurde in diesem Unternehmen stellvertretender Vorsitzender. Er war außerdem Miteigentümer der o. H.-G. Borsig in Berlin und der Borsig-Lokomotiv-Werke GmbH. Letztere waren ein Gemeinschaftsunternehmen mit der AEG. In der Zeit des Nationalsozialismus nahmen die Werke einen erneuten Aufschwung.
Borsig lebte seit 1933 zurückgezogen in Pommern auf seinem zwischen 1922 und 1924 erworbenen Gut Prillwitz. Er war Mitglied der Deutschen Dendrologischen Gesellschaft und widmete sich ganz der Parkanlage im Englischen Stil, die er auf 30 Hektar vergrößerte. Daneben bewirtschaftete Borsig einen 370 Hektar großen Forstbetrieb. Den Park gestaltete er von 1933 bis 1938 in einen dendrologischen Garten um. Borsig wurde bei Kriegsende von sowjetischen Soldaten vor seinem Haus erschossen. Sein Grab befindet sich in dem von ihm angelegten dendrologischen Garten, dieser ging 1945 in staatlichen polnischen Besitz über, erfuhr jedoch bis 1975 keine gärtnerische Pflege. Seit 1976 stehen sowohl der Garten als auch das Gutshaus unter Denkmalschutz. 2006 wurde das inzwischen verfallene Gutshaus mit staatlich-polnischen und EU-Geldern restauriert. Der „Dendrologische Garten Przelewice“ ist heute ein beliebtes Touristenziel.